# 95式自走対空機関砲
95式自走対空機関砲（95しきじそうたいくうきかんほう、Type95 SPAAA, PGZ-95）は、中国の開発した装軌式自走対空砲である。開発初期には90式-IIまたは90式-IIIと呼称された。
1999年に北京軍事パレードで最初に公開展示された。

## 概要
本車は、1980年代にイタリアから1両輸入したSIDAM 25を参考に開発された。
車体は全溶接構造である。搭乗員は操縦士・車長・砲手の3名である。操縦士は車体前部にあるエンジンの左側に搭乗し、専用ハッチと3ヶ所のビジョンブロックが与えられている。車長は操縦士席後方に搭乗し、背の高い位置にある専用ハッチと3ヶ所のビジョンブロックが与えられている。砲手は、車体後部にある1人乗り動力砲塔に搭乗する。車体後面には左開きの大型乗降扉がある。

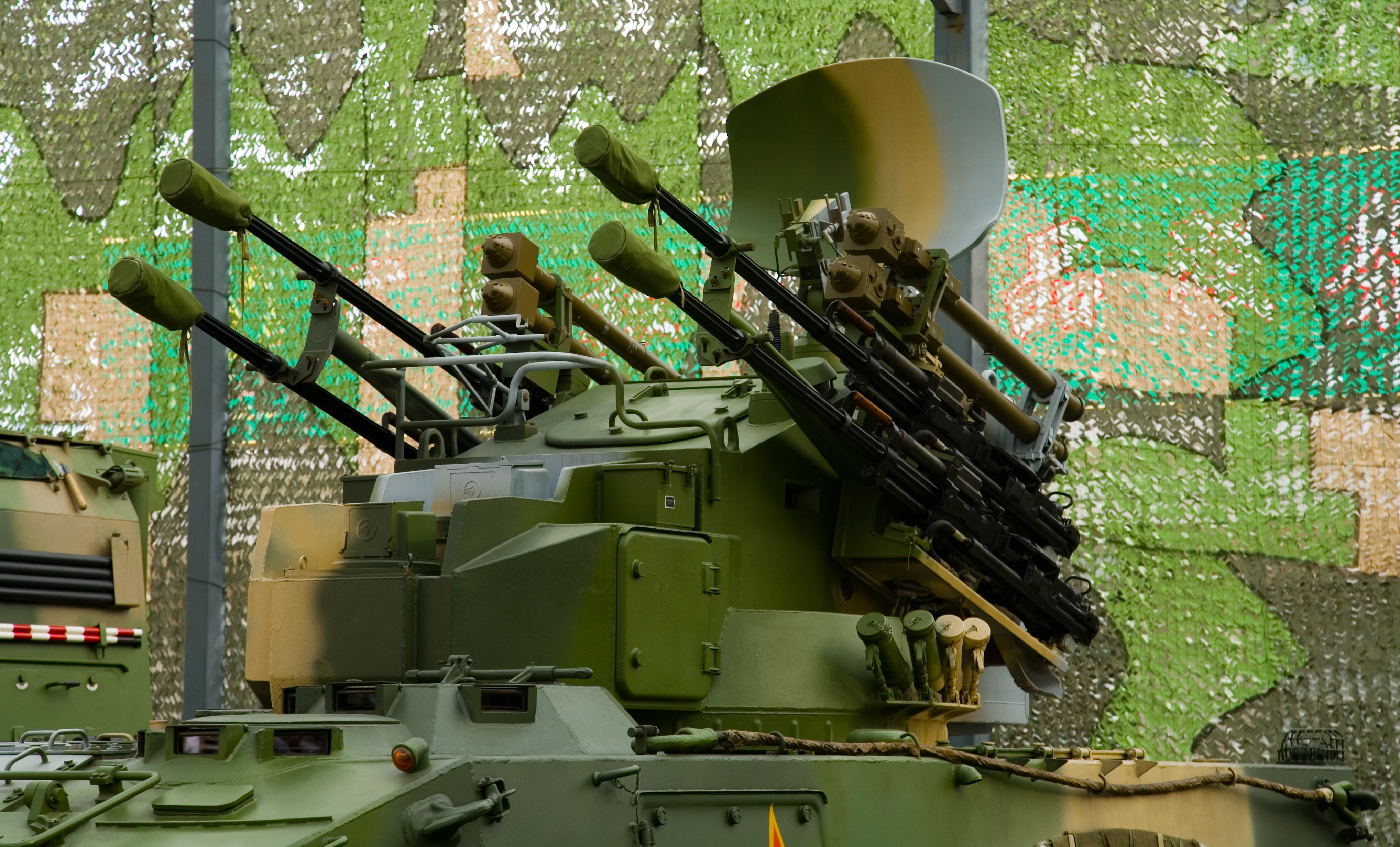
95式自走対空機関砲の砲塔。機関砲上方の地対空ミサイルに注目

砲塔両側面には、87式25mm機関砲を片面2門ずつ計4門装備している。ガス圧作動方式で、発射速度は1門あたり600-800発/分（4門合計で2,400-3,200発/分）、砲口初速は1,050m/sである。射撃モードは単発・15発バースト・25発バーストを選択可能である。弾薬は約1,000発携行される。弾種は曳光榴弾（HE-T）と曳光焼夷徹甲弾（API-T）である。使用済みの薬莢は車体両側に排出される。射程2,500m、高度2,000m以内の航空・地上目標と交戦するのに用いられる。追加兵装として、ファイア・アンド・フォーゲット方式（撃ちっ放し方式）のQW-2赤外線誘導地対空ミサイルを、機関砲上方の砲塔両側面に片面2基ずつ計4基搭載可能である。距離500-6,000mの範囲において、高度10-3,500mを飛行する目標と交戦可能である。砲塔両側面下部には、発煙弾発射機を片面4基ずつ計8基装備している。
砲塔正面には装甲化された箱が据えられており、低光量TV追尾カメラ、赤外線追尾カメラ、およびレーザー測距装置からなる電気・光学追尾機材が収められている。追尾カメラは昼間の観測距離として約6,000m、また、夜間の観測距離として5,000mの性能を持つ。砲塔後部には、低空飛行する目標の発見のために最適化されたCLC-1 Sバンドパルスドップラー捜索レーダーが装備され、性能は捜索範囲が11kmとされている。
照準システムは、光学的に目標を自動追尾でき、砲手に目標がいつ射程内に入るかの警告を提供する。砲手は手動でも機関砲を操作可能であり、これには光学機器を使用するか、または予備として砲塔の外部に設置されているリングサイトを使用する。レーダーサーチモード時の照準システムには反応時間が10秒かかり、光学照準時には6秒かかる。この車両はまた、訓練のためのシミュレーター機能を提供できる。
砲塔を除いた同一車体を用いた指揮管制車両も製造されている。5名の搭乗員で動かされ、Sバンドを用いるCLC-2監視レーダーを使用する。このレーダーは最大で45kmの距離を捜索し、また、高度は最高4,500mを捜索可能である。車内の通信システムはデジタル通信においては5kmまで、通常の無線リンクを介しては15kmまで通信が可能である。追加装備として、500mまではシングルワイヤーによる有線での通信が可能である。補助動力装置（APU）は、電力を電子機器へ供給する。また、自衛のために85式12.7mm重機関銃を1丁装備している。
95式自走対空機関砲の標準的な砲列は、6両の自走対空車両と1両の指揮管制車両から構成される。追加兵力として、3両の弾薬補給トラック、整備・補修トラック、電力供給トラックの支援をそれぞれの砲列が受ける。

## 比較
|          | ゲパルト     | 87式         | マークスマン | 95式                | K30                    | ツングースカ             | 09式               |
| -------- | ------------ | ------------ | ------------ | ------------------- | ---------------------- | ------------------------ | ------------------ |
| 画像     |              |              |              |                     |                        |                          |                    |
| 全長     | 7.68 m       | 7.99 m       | 6.20 m       | 6.71 m              | 6.77 m                 | 7.93 m                   | 6.70 m             |
| 全幅     | 3.71 m       | 3.18 m       | 3.60 m       | 3.2 m               | 3.3 m                  | 3.24 m                   | 3.2 m              |
| 全高     | 3.29 m       | 4.40 m       | 不明         | 3.4 m 4.82 m        | 4.065 m                | 3.36 m 4.01 m            | 3.4 m 4.82 m       |
| 重量     | 47.5 t       | 38.0 t       | 41.0 t       | 22.5 t              | 25.0 t                 | 34.0 t                   | 35.0 t             |
| 武装     | 35mm機関砲×2 | 35mm機関砲×2 | 35mm機関砲×2 | 25mm機関砲×4 QW-2×4 | 30mm機関砲×2 神弓×不明 | 30mm連装機関砲×2 9M311×4 | 35mm機関砲x2 SAMx4 |
| 最高速度 | 65 km/h      | 53 km/h      | 52 km/h      | 53 km/h             | 60 km/h                | 65 km/h                  | 55 km/h            |
| 乗員数   | 3名          | 3名          | 3名          | 4名                 | 3名                    | 4名                      | 3名                |

## 派生型
04A式自走対空機関砲（Type04A SPAAA, PGZ-04A）
95式自走対空機関砲の搭載ミサイルを、QW-2からHN-6に換装した改良型。